# 金福漢
金 福漢（きん ふくかん、キム・ポクハン、김복한、1860年7月24日 - 1924年3月29日）は、李氏朝鮮の文臣・儒者、大韓帝国期の義兵長。字は元五、号は志山、本貫は安東金氏。丙子胡乱時に殉節した金尚容の12代孫、吏曹参判金光炫の子孫で、水北公派の宗孫である。元韓国国会議員の金明東は息子。

## 生涯
忠清南道洪城郡朝暉谷の安東金氏の김봉진と延安李氏の間で生まれて漢学を習った。当色は老論であった。幼少時代は不遇であった。6歳の時の父親が死んで、1年経たずに母親も世を去った。翌年には面倒を見た祖父も他界した。従祖父김민근に引き取られ、学問を教わり育った。蔭位で官職を始めた。参奉を執り行なって純宗が皇太子時代書収官として働き、1892年に別試に合格して弘文官校理になった。以後弘文館・司諫院・成均館・承政院に勤めた。その後堂上官に昇進して大司成・承旨などを歴任した。
1894年の甲午改革に反撥して官職を辞任した後都落ちしたが、翌年乙未事変が起きて断髪令が出ると、悲憤慷慨した儒生を集めて洪城で義兵を起こした。この時李偰と安炳瓚などが一緒に参加した。しかし、洪州牧師李勝宇が心替りし、逮捕されて義兵抗争は失敗、西大門刑務所に収監されて服役した。
1896年釈放された。以後 大司成などに任命されたが辞退した。以後高宗の特旨で釈放された後、成均館場・中枢原義官に任命されたが出仕せずに故郷で後進育成に力をつくした。
1905年の第二次日韓協約締結後、李址鎔、朴斉純、李完用などの売国奴処断を上訴し、再び李偰、安炳瓚、閔宗植と一緒に義兵を起こしたが再び失敗して逮捕された。この時日本軍の拷問で不具になった。1905年また投獄されてから、後に釈放された。
1906年参判閔宗植と一緒に忠清道洪州でまた義兵を起こし、官軍によって逮捕されてソウルへ押送、警務庁に収監された。裁判中酷い拷問を受けながらも、乙巳五賊の処断要求を繰り返した。1910年国権被奪後には門外不出であった。 
1919年3月三・一運動時には嶺湖南楡林を閨閤して、儒林代表で郭鍾錫などとともにパリ強化会議に朝鮮の独立を要求する独立請願書を発送し、投獄された。 西大門刑務所に収監され、90余日で重病のため釈放された。1921年からは私立学院仁智社を設立して、後進養成に力をつくした。
1963年に建国勲章独立章が追贈された。忠清南道洪城の秋陽祠に影幀が奉納されている。

## 参考サイト
- 大韓民国国家報勲処, 이 달의 독립 운동가 상세자료 - 김복한, 2005년
- . http://www.ohmynews.com/NWS_Web/View/at_pg.aspx?CNTN_CD=A0000248548